# Adelbert Van de Walle

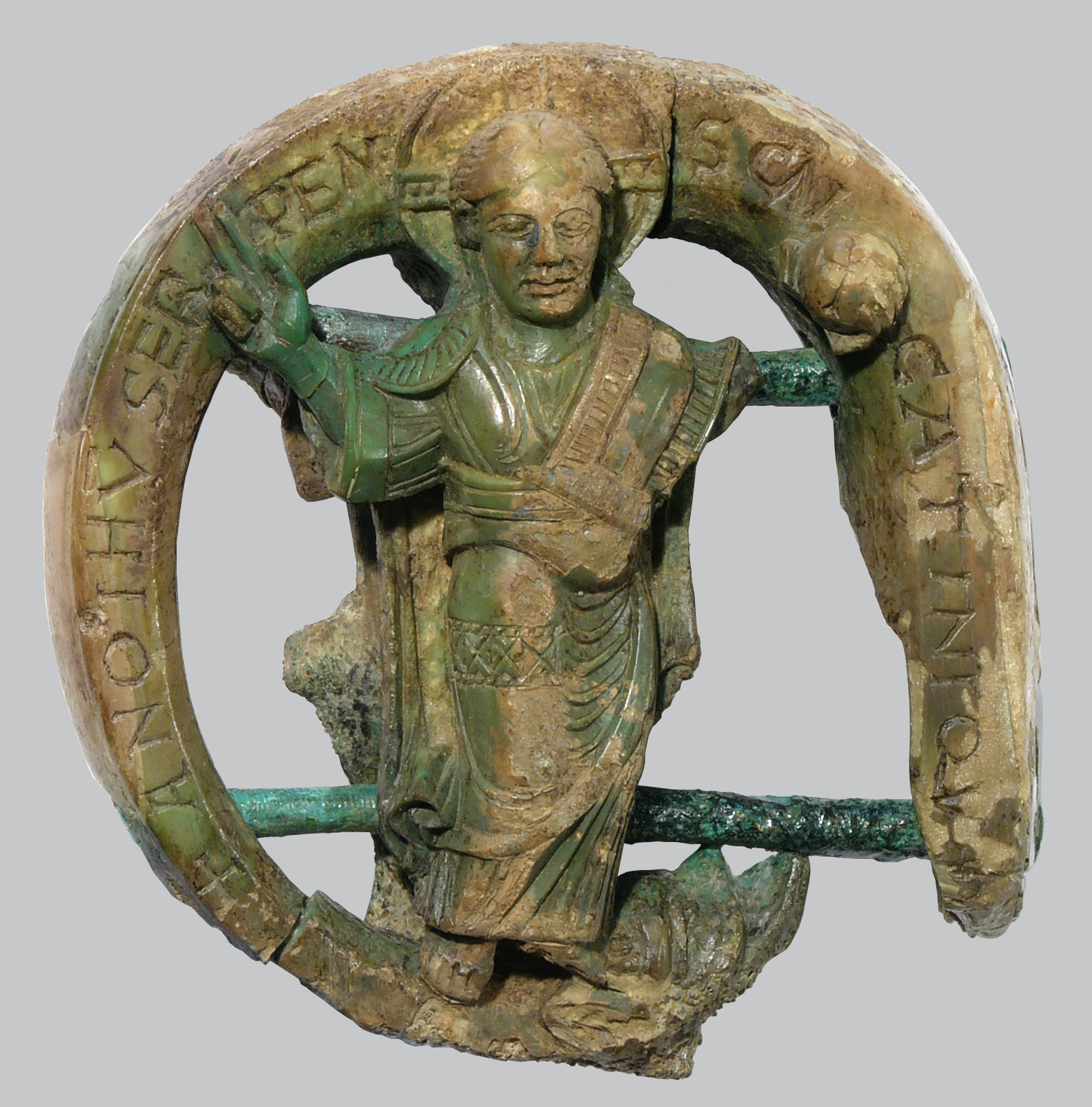
Romaanse kromstaf van Ename

Adelbert Van de Walle (Oudenaarde, 11 augustus 1922 - Gent, 28 juni 2006) was een Belgisch architect, kunsthistoricus en hoogleraar in de Kunstgeschiedenis en de Oudheidkunde aan de Universiteit Gent (UGent).

## Levensloop
Van de Walle behaalde achtereenvolgens de diploma's van architect, licentiaat en doctor in de Kunstgeschiedenis en Oudheidkunde, gespecialiseerd in de middeleeuwen, aan de Rijksuniversiteit Gent. Hij had daarbij als leermeesters in de geschiedenis prof. dr. François-Louis Ganshof, prof. dr. Hans Van Werveke en prof. dr. Jan Dhondt. Verder inzake kunstgeschiedenis kreeg hij onderwijs van prof. arch. dr. broeder Firmin De Smidt, prof. dr. Jozef Duverger, prof. dr. Herman Bouchery en prof. dr. R. Roggen.
Anderzijds kreeg hij ook een vorming gericht op de fysische en scheikundige studie van kunstwerken bij prof. dr. ir. Coremans aan de Gentse universiteit. Hij was tevens wetenschappelijk medewerker in deze specialiteit vanaf de oprichting van het Koninklijk Instituut voor het Kunstpatrimonium te Brussel.
Reeds als jonge architect toonde hij een bijzondere belangstelling voor de studie, de conservatie en de restauratie van het middeleeuws en postmiddeleeuws erfgoed. Hij bleef later ook actief inzake hedendaagse architectuur, interieur, meubel, kunstnijverheid en industriële vormgeving. Bij zijn wetenschappelijke onderzoekingen aan de Gentse universiteit legde hij het accent op de middeleeuwse houtbouw en het ontstaan van de gotische stijl, zowel in de religieuze sector als daarbuiten, in West-Europa.
Hij wordt algemeen beschouwd als een pionier door zijn vroegste grootschalige stadskernopgravingen voor de middeleeuwen. Zo nam hij het initiatief en de leiding van de uitgebreide archeologische bodemonderzoeken te Ename (het vergane castrum, de portuskerk en de abdijkerk in 1941-1947) en in het Gentse Gravensteen (in 1951-1954). Ook het eerste grootschalig middeleeuws stadskernonderzoek in Antwerpen (het Steen in 1952-1953), het Besaenhuis en de voormalige Mattestraat (in 1955-1957) en de Sint-Walburgiskerk (in 1957-1961), werden door hem ontworpen en uitgevoerd.
Hij verrichtte ook baanbrekend werk met zijn multidisciplinaire publicaties voor de geschiedenis van de kunstnijverheid (onder meer de eerste röntgenstralingsonderzoeken van antieke meubels in 1952). Dit paste hij onder andere toe op de Kist van Oxford.
Ook macrofotografie is voor hem steeds van groot belang geweest bij de vernieuwende studie van ieder kunstvoorwerp, en ook als vergelijkingsmateriaal, dit blijkt onder meer uit het gehele opzet van een project, de drietalige verzameling: De Roem van Vlaanderen (dat niet werd gepubliceerd). Ook bij zijn gepassioneerde studie van de "Romaanse ivoren kromstaf van Ename" gebruikte hij deze techniek.
Publicaties van A.L.J. Van de Walle: boeken, tijdschriften, catalogi enz., handelen onder andere over de geschiedenis van de bouwkunst in België, het romaans en gotisch erfgoed, de beeldhouwkunst, de wandtapijtkunst en andere kunstnijverheid. Andere gaan in de richting van het hedendaags artistiek gebeuren, zoals op het gebied van industriële vormgeving, plastische kunsten, graveerkunst, fotografie, edelsmeedkunst enz.
Aan de Universiteit Gent doceerde hij inzonderheid over de toegepaste kunsten in West-Europa, hun technieken en de wetenschappelijke onderzoeksmethodes, waartoe hij een laboratorium had ingericht.
Hij was benevens zijn wetenschappelijke publicaties ook nog actief met ontwerpen inzake stadsrenovatie en ook met hetgeen hem reeds vroeger na aan het hart lag, de binnenhuisarchitectuur en meubelkunst.
Behalve architect, professor in de kunstgeschiedenis en de oudheidkunde aan de UGent, vicevoorzitter van de Commissie voor Kunstberoepen was hij ook nog Conservator van het Museum voor Sierkunst en Kunstambachten, het huidige Design Museum Gent (1951-1974), de Sint-Pietersabdij en het Hotel d'Hane-Steenhuyse te Gent. Tegelijk profileerde hij zich als 'woonopvoeder'. Deze ambities zouden samenkomen in de drie Nationale Salons voor Modern Sociaal Meubel die hij organiseerde tussen 1955 en 1957, in samenwerking met architect Dan Craet en ontwerpster Frida Burssens.

## Publicaties

### Boeken
- Histoire de l'architecture en Belgique (1951)
- Geschiedenis van de bouwkunst in België (1951)
- De Sint-Vedastuskerk te Nederename, een 10e-eeuwse praestedelijke moederkerk (1952)
- Het bouwbedrijf in de Lage Landen tijdens de Middeleeuwen (1959)
- L'importation et l'exportation belges de meubles anciens, d'objets de collection, etc. de 1830 à 1959 (1961)
- Vademecum voor de identificatie van de techniek van de kunstgravures. Van het begin van de XIXe eeuw tot heden (1966)
- De Gotiek in België / La Belgique Gothique / Gothic Art in Belgium / Gotische Kunst in Belgien (1972)
- De Vlaamse wandtapijten van de Wawelburcht te Krakau / Les tapisseries flamandes au chateau de Wawel à Cracovie (1972)
- Stad Gent. Museum voor sierkunst en industriële vormgeving: beknopte gids voor de bezoeker met verwijzing naar het inventaris van de kunstvoorwerpen (1973)
- Arrasy Flamandskie W Zamku Krolewkim na Wawelu (1975)
- Der vrijheid laatste hope (1976)
- De droomresidentie van Lieven Bauwens (Tijdschrift voor industriële cultuur, 1998 deel 62)
- De Chest of Courtrai: een diplomatieke koffer anno 1302: zijn techniek en geheim: een interim verslag (Tijdschrift voor industriële cultuur, 2001 deel 74)

### Tentoonstellingscatalogi
- De Sint-Niklaaskerk te Gent (1962)
- Dr. Leo H. Baekeland 1863-1963 (1963)
- Onderzoekingen betreffende sociaal-economische technische en artistieke aspecten: 1955-1965 (1965)
- Oud-Iraanse kunst: Prehistorie – protohistorie (1966)
- Marcel Maeyer retrospectieve (1969)
- Luc Peire (1969)
- Braziliaanse volksgravure

### Artikelen
- Historisch en archeologisch onderzoek van het portus Eename (1944)
- De Romaanse Boudewijnstoren te Oudenaarde (1950)
- De Karolingische muntvonst te Zelzate (1950)
- Trouvaille de monnaies carolingiennes à Zelzate (1950)
- De archeologische opgravingen in het oud stadscentrum te Antwerpen (1960)
- Analyse aux rayons-x, ultra-violets, infra-rouges d'un faux siège Louis XV (1961)
- Excavations in the ancient centre of Antwerp (1961)
- Een weinig gekend meesterwerk van de XVIIIe-eeuwse Vlaamse kunstnijverheid: de kroonluchter door J. F. Allaert te Gent (1968)
- Het bodemonderzoek in het centrum van de stad Antwerpen (1968)
- Antwerpen (1972)
- Niderlandy w okresie powstania arrasów wawelskich (1975)
- Het wetenschappelijk onderzoek in verband met de meubelkunst aan de Rijksuniversiteit te Gent (1976)
- De Gentse Portus aan de Reep (2005)